# Windows Live Hotmail
Windows Live Hotmail, thường được gọi đơn giản là Hotmail, là một dịch vụ Webmail miễn phí phổ biến của Microsoft, một bộ phận của nhóm dịch vụ Windows Live. Bản beta của dịch vụ được phát hành vào ngày 1 tháng 11 năm 2005 đồng thời với việc phát hành Windows Live, và bản chính thức đã được phát hành vào ngày 7 tháng 5 năm 2007. Với tên mã trước đây là Kahuna và tên ngắn gọn là Windows Live Mail, Windows Live Hotmail được thiết kế để thay thế cho MSN Hotmail.
Nó cung cấp dung lượng lưu trữ 2 gigabyte, bộ kiểm tra chính tả tự động, bộ lọc tùy ý, và các tính năng an toàn, công nghệ lập trình Ajax, và tích hợp với Windows Live Messenger, Spaces, Calendar và Contacts. Hiện Hotmail đang có 260 triệu người dùng trên khắp thế giới và có 36 phiên bản ngôn ngữ.
Bắt đầu từ ngày 7 tháng 5 năm 2007, tất cả những tài khoản Hotmail mới khi được tạo sẽ trở thành tài khoản Windows Live Hotmail. Những người dùng MSN Hotmail cũ có thể cập nhật tài khoản của họ thành Windows Live Hotmail bằng cách ấn vào nút "Join Windows Live Hotmail" ở phía dưới logo Hotmail. Hiện nay Windows Live Hotmail có phiên bản ở 36 ngôn ngữ.
Windows Live Hotmail hoàn toàn tương thích với Internet Explorer từ 6.0 trở lên, và Mozilla Firefox từ 1.5 trở lên.  Tuy nhiên, nhiều tính năng bị thiếu khi xem bằng những trình duyệt khác như Opera và Safari của Apple, với các trình duyệt này, người dùng chỉ xem được "phiên bản cổ điển" của dịch vụ.
Người dùng có thể sử dụng Windows Live Mail hoặc Microsoft Outlook có Outlook Connector (có sẵn để tải về ở Microsoft Download Center) để xem thư mà không dùng trình duyệt web.

## Lịch sử
Nhãn hiệu Hotmail được tạo ra bởi Jack Smith và Sabeer Bhatia, và đi vào thương mại ngày 4 tháng 7 năm 1996 với tư cách là một trong những dịch vụ webmail đầu tiên trên Internet. Ngày đó cũng là Ngày Độc lập của Hoa Kỳ, biểu tượng cho sự "tự do" khỏi email phụ thuộc vào ISP và khả năng truy cập hộp thư từ bất cứ đâu trên thế giới. Tên "Hotmail" được chọn trong rất nhiều từ chứa chữ "-mail" vì nó có các chữ cái HTML - loại mã được sử dụng đằng sau tất cả các trang web.
Hotmail được bán cho Microsoft vào năm 1997 với giá được báo cáo là 400 triệu đô la Mỹ, và gia nhập nhóm dịch vụ MSN. Hotmail nhanh chóng trở nên phổ biến khi nó bản địa hóa cho những thị trường khác nhau và trở thành dịch vụ webmail lớn nhất thế giới, với hơn 30 triệu người dùng hoạt động vào tháng 2 1999.
Sự phát triển sau đó gắn liền với mô hình chứng nhận web của Microsoft, Passport (giờ là Windows Live ID), và tích hợp với chương trình tin nhắn nhanh của Microsoft, MSN Messenger, và nền tảng mạng xã hội của nó, MSN Spaces (giờ là Windows Live Messenger và Windows Live Spaces).
Sau một thời kỳ ì ạch về ý tưởng công nghệ, ngành công nghiệp webmail bỗng trỗi dậy vào năm 2004 khi bộ máy tìm kiếm Google thông báo dịch vụ mail của riêng mình, Gmail. Với những tính năng như tăng dung lượng lưu trữ, tốc độ và sự linh hoạt của giao diện, đối thủ cạnh tranh mới này đã khuất lên làn sóng sáng tạo trong webmail, với những ông lớn về lĩnh vực này—Hotmail và Yahoo! Mail—đều giới thiệu những phiên bản nâng cấp của chính mình với tốc độ, bảo mật và những tính năng nâng cao được tăng lên nhiều.
Hệ thống email mới của Microsoft được thông báo vào ngày 1 tháng 11 năm 2005 với tên mã "Kahuna", và bản beta được phát hành cho vài ngàn người dùng thử nghiệm. Dịch vụ mới này được xây dựng từ đống gạch vụn và nhấn mạnh vào ba ý tưởng chính là "nhanh hơn, đơn giản hơn và an toàn hơn". Những phiên bản mới của dịch vụ beta liên tục được ra đời, và đến cuối năm 2006 số lượng người dùng thử nghiệm đã lên tới hàng triệu.
Nhãn hiệu Hotmail được lên kế hoạch sẽ rút ra dần khi Microsoft công bố rằng hệ thống thư mới sẽ được gọi là "Windows Live Mail", tuy nhiên những nhà lập trình ngay lập tức rút lại ý kiến sau khi những người thử nghiệm beta bối rối với sự thay đổi tên gọi là thích tên Hotmail hơn, và quyết định sẽ là Windows Live Hotmail. Sự phát triển bản beta hoàn thành vào tháng 4 2007, và Windows Live Hotmail được phát hành cho những người đăng ký mới vào ngày 7 tháng 5 năm 2007. Sự chuyển đổi những người dùng hiện tại đang diễn ra, và đến tháng 11 năm 2007, sẽ thay thế hoàn toàn 260 triệu người dùng MSN Hotmail trên toàn cầu.
Tháng 10 năm 2011 Hotmail đã có những cải tiến mạnh mẽ về công nghệ, theo đó Microsoft công bố rằng giờ đây Hotmail đã nhanh hơn phiên bản củ hơn 10 lần, lọc thư rác về mức dưới 3% trong hộp thư đến, dung lượng lưu trữ không giới hạn, duyệt mail trên Microsoft Outlook và giảm 70% quảng cáo trong giao diện Hotmail. Microsoft tuyên bố Hotmail vẫn là dịch vụ Webmail lớn nhất thế giới và người dùng chắc chắn sẽ nhận được những tính năng tuyệt vời nhất.

## Tính năng

### Chơi nhạc
Một bộ chơi nhạc được tích hợp trong Hotmail sẽ tự động chơi thư thoại hoặc nhạc MP3 sau khi quét virus.

### Bảng màu
(Bản đầy đủ)

Windows Live Hotmail cho phép người dùng thay đổi màu của trang webmail; do đó, mỗi lần người dùng đăng nhập với địa chỉ e-mail nào đó, màu đó sẽ được hiển thị. Những màu có sẵn để lựa chọn hiện nay là những màu sau: Xanh hơi nước (bảng màu mặc định của Windows Live), Xanh dương, Đỏ, Đen, Bạc, Hồng, Xanh lá cây, Tím và Cam.

### Tích hợp
Hotmail tích hợp sâu rộng với nhiều dịch vụ khác của Windows Live. Người dùng có thể nhìn thấy những liên hệ trong Windows Live Messenger có trực truyến hay không và bắt đầu nói chuyện với họ ngay trong Hotmail. Tích hợp với Windows Live Spaces và Windows Live Contacts cung cấp khả năng thông tin về liên lạc tự động cập nhật, và thông báo về những Spaces được cập nhật. Windows Live Calendar cũng sẽ được tích hợp khi giao diện Hotmail hoàn chỉnh; MSN Calendar hiện đang được dùng.

### Giao diện linh hoạt
Việc thiết kế lại giao diện Hotmail xoay quanh giao diện theo phong cách Outlook, với một thanh đọc để đọc hộp và tin nhắn cùng lúc, chức năng kéo thả, chọn bằng bàn phím bằng cách dùng nút Ctrl và Shift để chọn thư và trình đơn ngữ cảnh khi nhấn phải chuột để có những tùy chọn cao hơn. Khung đọc có thể được hiển thị bên cạnh hoặc bên dưới các mẩu tin, hoặc tắt hẳn.

### Bảo mật
Windows Live Hotmail có những tính năng an toàn và bảo mật mạnh mẽ - một vài đã có bản quyền - bao gồm SenderID, SMTP Authentication, kiểm tra thư lừa đảo theo hành vi (phishing heuristic detection), Người gửi bảo đảm, kiểm tra danh sách gửi thư và kiểm tra chuyển tiếp. Những thư có thể không an toàn được Windows Live Hotmail bắt lại và nó sẽ không mở thư cho đến khi người dùng yêu cầu mở. Nó chứng tỏ sự hiệu quả trong việc cảnh báo người dùng khi phát hiện sự lừa đảo. Những kiểu tập tin có khả năng không an toàn cũng được khóa lại không cho download khi được đính kèm. (Xem hình chụp màn hình, phía bên phải).

### Kiểm tra chính tả khi đang soạn thảo
Tính năng này có thể được nhìn thấy trong giao diện của Soạn thảo mới và kiểm tra chính tả khi đang soạn thảo, tương tự như chức năng kiểm tra chính tả trong ứng dụng Microsoft Office. Những từ gõ sai sẽ được gạch dưới bằng màu đỏ, nhấp chuột phải lên chúng sẽ cho ra một menu thả xuống với các từ đề nghị. Hiện nay, kiểm tra chính tả chỉ có ở tiếng Anh, tiếng Pháp, tiếng Đức, tiếng Ý, và tiếng Tây Ban Nha. Tuy nhiên, những ngôn ngữ khác cũng được lên kế hoạch phát triển trong tương lai. Windows Live Hotmail là dịch vụ webmail duy nhất hiện thực chức năng này.

### Tự hoàn thành địa chỉ
(Bản đầy đủ)

Khi soạn e-mail trong màn hình New Message, người dùng bắt đầu gõ địa chỉ e-mail vào hộp soạn thảo "To:"; nếu chuỗi ký tự trùng với địa chỉ e-mail hoặc tên liên lạc nào, tất cả các liên lạc đó sẽ xuất hiện trong một hộp thoại thả xuống.

### Ảnh thu nhỏ của hình
Windows Live Hotmail tự động chuyển các tập tin ảnh đính kèm lớn thành những ảnh thu dễ để dễ xem hơn. Người dùng có thể xem ảnh đó với kích thước đầy đủ khi nhấn chuột vào ảnh thu nhỏ.

### Soạn thảo ký tự phong phú
Trang Thư mới của Windows Live Hotmail cho phép người dùng tinh chỉnh tin nhắn của họ với phông chữ, kích thước và màu sắc khác nhau. Người dùng cũng có thể thay đổi canh lề, thêm chấm đầu dòng và nhiều chức năng khác. Dịch vụ cũng cung cấp các biểu tượng vui để người dùng thêm vào tin nhắn. Chưa có tùy chọn tắt chức năng soạn thảo ký tự phong phú để sử dụng giao diện thuần ký tư.

### Khả năng tìm kiếm
Khả năng tìm kiếm theo chỉ mục của Windows Live Hotmail bao gồm việc tìm kiếm địa chỉ và chủ đề, và đối với vài tài khoản, cả nội dung của tin nhắn. Kết quả tìm kiếm sẽ xuất hiện trong một "thư mục" mới tạm thời ở phía dưới của danh sách thư mục và người dùng hiện giờ có thể tìm kiếm cả "Thư" và "Sổ địa chỉ" cũng như "Web" (Phụ thuộc vào bạn đang ở trang nào, ví dụ như Hộp thư đến, Sổ địa chỉ,...).

### Lưu trữ
Windows Live Hotmail cung cấp miễn phí cho người dùng dung lượng hộp thư 2 GB. Một cảnh báo sẽ được gửi tới người dùng nếu họ chỉ còn 50 MB là đến giới hạn. Cũng có một thanh trên màn hình "Today" cảnh báo người dùng họ đã sử dụng bao nhiêu phần trăm dung lượng cho phép, tương tự như Hotmail. Windows Live Hotmail Plus cung cấp dung lượng 4 GB. Dịch vụ này có phí sử dụng $19.95/năm và cho phép gửi tập tin đính kèm 20 MB.

### Ngôn ngữ
Hiện nay Windows Live Hotmail đang có ở các ngôn ngữ tiếng Ả Rập, tiếng Bulgaria, tiếng Trung (Giản thể và Phồn thể), tiếng Croatia, tiếng Séc, tiếng Đan Mạch, tiếng Hà Lan, tiếng Anh, tiếng Estonia, tiếng Phần Lan, tiếng Pháp, tiếng Đức, tiếng Hy Lạp, tiếng Hebrew, tiếng Hung, tiếng Ý, tiếng Nhật, tiếng Hàn, tiếng Latvia, tiếng Litva, tiếng Na Uy, tiếng Ba Lan, tiếng Bồ Đào Nha, tiếng Romania, tiếng Nga, tiếng Serb, tiếng Slovak, tiếng Slovenia, tiếng Tây Ban Nha, tiếng Thụy Điển, tiếng Thái, tiếng Thổ Nhĩ Kỳ, tiếng Việt và tiếng Ukraina.

## Giải thưởng
Windows Live Hotmail đã giành được giải thưởng Bình chọn của Ban biên tập tạp chí PC Mag vào tháng 2 năm 2007 và một lần nữa vào tháng 3 năm 2007 được đánh giá 4 trên 5 sao.

## Chỉ trích
Hotmail thường bị chỉ trích vì chỉ cung cấp cho thuê bao Hotmail Plus chức năng POP3, cho phép email được tải về máy tính thông qua chương trình trên máy như Microsoft Outlook hay Mozilla Thunderbird. Hotmail trước đây cho phép tất cả đều được dùng POP3, nhưng vào năm 2004 dịch vụ này dừng cung cấp cho người dùng miễn phí. Tuy nhiên, ngày nay, vẫn có thể truy cập tài khoản Hotmail từ bên ngoài trình duyệt internet bằng cách sử dụng Windows Live Mail miễn phí. Một người cũng có thể truy cập xem thư và sổ liên lạc trong tài khoản Hotmail bằng cách sử dụng Microsoft Office Outlook Connector miễn phí, mặc dù việc truy cập lịch, việc cần làm và ghi chú cần phải thuê bao cấp cao.
Giống như những dịch vụ webmail lớn khác, Hotmail thường bị các spammer dùng cho những hoạt động bất hợp pháp như gửi thư rác hoặc thư hàng loạt và quảng cáo không mong muốn, do tính phổ biến, tính rộng rãu, và dễ đăng ký thành viên mới. Microsoft đã hủy những tài khoản được các spammer dùng theo Điều khoản sử dụng và cung cấp cho người dùng khả năng báo cáo và khóa những địa chỉ gắn liền với thư rác.
Một trong những phiền phức mà người dùng Hotmail gặp phải là những quảng cáo bị tự động thêm vào chữ ký trong mỗi email được gửi đi từ tài khoản Hotmail. Tài khoản được đăng ký Hotmail Plus loại bỏ những quảng cáo này, và cũng tương tự đối với những ai dùng chương trình Windows Live Mail để gửi thư.